# Phyllachora phoebeicola
Phyllachora phoebeicola är en svampart som beskrevs av Speg. 1912. Phyllachora phoebeicola ingår i släktet Phyllachora och familjen Phyllachoraceae.   Inga underarter finns listade i Catalogue of Life.